# Charles Fourier
Charles Fourier (Besançon, 7 d'abril de 1772 — París, 10 d'octubre de 1837) fou un filòsof i economista francès, socialista utòpic i un dels pares del cooperativisme. Fourier fou un crític ferotge del capitalisme de la seva època, i se'l considera un dels satírics més grans de tots els temps.

## Crítica del seu temps
Fourier va comparar la misèria moral i material del món amb les promeses fascinadores dels vells enciclopedistes. Els enciclopedistes havien pronosticat un món on regnaria la raó, on existiria la felicitat general i una il·limitada perfectibilitat humana que Fourier no veu enlloc. De fet, el pensament de Fourier pressuposa una mena de negació dialèctica de la Il·lustració. Fourier també va denunciar l'explotació de què eren objecte els obrers i les dones i la desigualtat social en la seva època. Fou el primer que va arribar a afirmar per exemple que «el grau d'emancipació de la dona en una societat és el baròmetre general pel qual es mesura l'emancipació general». Fourier fou el primer a fer servir el mot feminisme el 1837.

## El cooperativisme com a alternativa
Davant aquest panorama, Fourier plantejava una alternativa cooperativista. Per a Fourier, els éssers humans són naturalment bons. I les suposades perversions d'aquests són només perquè la societat és antinatural. Si es permetés als individus realitzar lliurement les seves inclinacions naturals, s'organitzarien espontàniament de manera harmoniosa. Fourier assegurava sobre la base d'aquesta tesi que era possible establir una societat justa, i va proposar la fundació de falansteris (comunitats); els beneficis obtinguts foren repartits entre els membres de la falange i els capitalistes que haguessin aportat diners per construir-los. Potser la cooperativa més famosa que va impulsar fou la coopérative des bijoutiers a Doré. Fourier pretenia convèncer els capitalistes perquè proporcionessin els recursos necessaris per a la construcció de falansteris, però cap no va acceptar la seva proposta.

## Obres
- Théorie des quatre mouvements et des destinées générales (1808), en què divideix tota la història anterior en quatre fases: salvatgisme, barbàrie, patriarcat i civilització. Coincideix aquesta última fase amb el capitalisme burgès del segle xix i remunta el seu origen al segle xvi, tot afirmant que aquest "ordre civilitzat eleva a una forma complexa, ambigua, equívoca i hipòcrita tots aquells vicis que la barbàrie practicava enmig de la senzillesa més gran". També afirma en aquesta obra que "en la civilització, la pobresa brolla de la mateixa abundància".
- Traité d'association domestique et agricole (1822)
- Le nouveau monde industriel et societaire (1829)
- Pièges et charlatisme des deux Saint-Simon et Owen (1831)
- La fausse industrie (1835)

## Influència
El treball de Fourier ha influït significativament en els escrits de Gustav Wyneken, Guy Davenport, Hakim Bey i Paul Goodman. El seu deixeble principal fou Victor Prosper Considérant. Als Països Catalans, els primers articles seus es van publicar en el periòdic El Vapor de Barcelona, signats per Proletario (entre novembre de 1835 i gener de 1836). El 1841, es va publicar a Barcelona la primera traducció en castellà: Fourier, o sea, explanación del sistema societario. De tota manera, durant el període 1835-1850, fou més notable la influència de Saint-Simon i d'Étienne Cabet.